# Haapavesi
Haapavesi is een gemeente en stad in de Finse provincie Oulu en in de Finse regio Noord-Österbotten. De gemeente heeft een landoppervlakte van 1.050,59 km² en telt 6.591 inwoners (2022).